# Yasunobu Chiba
Yasunobu Chiba (jap. 千葉 泰伸, Chiba Yasunobu; * 11. April 1971 in der Präfektur Miyagi) ist ein ehemaliger japanischer Fußballspieler.

## Karriere
Chiba erlernte das Fußballspielen in der Schulmannschaft der Ishinomaki Technical High School und der Universitätsmannschaft der Juntendo-Universität. Seinen ersten Vertrag unterschrieb er 1994 bei Toshiba. Der Verein spielte in der zweithöchsten Liga des Landes, der Japan Football League. Für den Verein absolvierte er 31 Spiele. 1996 wechselte er zum Ligakonkurrenten Brummell Sendai (heute: Vegalta Sendai). Für den Verein absolvierte er 76 Spiele. Ende 1999 beendete er seine Karriere als Fußballspieler.